# Holodentata caeca
Holodentata caeca är en kräftdjursart som beskrevs av Doti, Choudhury och Brandt 2009. Holodentata caeca ingår i släktet Holodentata och familjen Paramunnidae. Inga underarter finns listade i Catalogue of Life.